# 劉毓麟 (企业家)

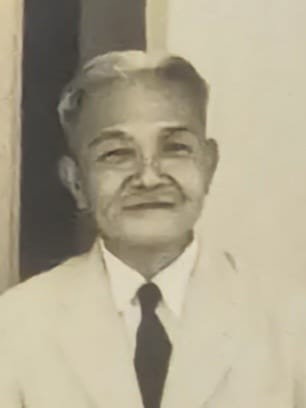
劉毓麟（日期地點未具名）

劉毓麟（1894年—1976年），男，马来西亚商人和慈善家。

## 生平
20世纪初从中国移民到马来亚。

## 贡献
他在马来西亚的历史和发展中发挥了开创性和重要的作用。他担任的重要领导职务包括担任太平华人橡胶协会会长，在马来西亚崭露头角的时期，马来西亚成为世界最主要的橡胶生产国。
他还担任福建协会主席，该协会关注早期定居马来西亚的人的福祉，并担任华联中学主席，这是马来西亚最古老的学校之一。